# Blanca Callahan
Blanca Elaine Reyes (Puerto Rico, 10 de febrero de 1986), más conocida como Blanca, es una cantante de música cristiana contemporánea. Hasta el 2013, fue miembro de Group 1 Crew. Es ahora una artista solista. Lanzó su extended play debut el 13 de enero de 2015, Who I Am, con Word Records y su primer álbum de estudio, Blanca, el 4 de mayo en ese año.

## Primeros años
Blanca Elaine Reyes nació en Puerto Rico el 10 de febrero de 1986.
Su padre tenía problemas con las drogas y el alcohol hasta que tuvo un encuentro con Jesús, lo que hizo que comenzara a guiar a su familia en los caminos de Cristo.

## Carrera musical
Blanca fue miembro de Group 1 Crew desde sus inicios hasta 2013, cuando comenzó su carrera como solista. Colaboró con el grupo Building 429 para la canción «Press On» que se ubicó en la posición 7 de la lista Billboard Christian Songs, y permaneció en la lista por 26 semanas. También colaboró en canciones en español, como la introducción del álbum Más de Redimi2 y Funky.
El álbum debut de Blanca titulado, Blanca, fue lanzado el 4 de mayo de 2015 con Word Records. Su primer sencillo como solista, «Who I Am», se ubicó en el puesto número uno en la lista Billboard, Christian Airplay y número 27 en la lista anual. Su segundo lanzamiento como artista solista, Who I Am, fue lanzado el 13 de enero de 2015, también a través de Word Records, y se ubicó en dos listas de Billboard: EUA & de EUA Christian.
La continuación de la carrera solista de Blanca siguió con el lanzamiento del álbum Shattered en 2018, que posteriormente, fue relanzado totalmente en español como Quebrantado, contando con la participación de Redimi2 y Tye Tribbett, entrando nuevamente a la lista Billboard Christian Airplay. En 2019, formó parte del elenco principal del evento Bogotá Gospel, compartiendo escenario con artistas como Alex Zurdo, Danilo Montero, entre otros, además, de ser galardonada en los premios Tecla como Mejor Músico Creando Contenido en las Redes Sociales.
Cultivando sus raíces latinas, en 2020 anunció su segundo EP en español titulado Renovada, manejando sencillos en su mayoría en español y colaboraciones con Christine D'Clario, Gawvi, «Papi Song» junto a Genio, en honor a su padre Toñito Reyes, quien fue un salsero cristiano en Puerto Rico, entre otros.

## Vida personal
Blanca anunció que ella y su marido, Ben Callahan de Group 1 Crew, tuvieron su hijo llamado London en julio de 2013.  El 1 de diciembre de 2020, Blanca anunció que ella y su esposo se divorciarían, después de dos años de separación.

## Discografía

### Álbumes de estudio
| Título                         | Detalles de álbum                                                                                          | Posicionamiento en listas | Posicionamiento en listas |
| Título                         | Detalles de álbum                                                                                          | EUA                       | EUA Christ                |
| ------------------------------ | --- | ------------------------- | ------------------------- |
| Blanca                         | - Lanzamiento: 4 de mayo de 2015 - Sello discográfico: Word Records - Formato: CD, descarga digital        | 196                       | 7                         |
| Shattered                      | - Lanzamiento: 14 de septiembre de 2018 - Sello discográfico: Word Records - Formato: CD, descarga digital | —                         | —                         |
| The Heartbreak and The Healing | - Lanzamiento: 23 de septiembre de 2022 - Sello discográfico: Word Records - Formato: CD, descarga digital | —                         | —                         |

### EP
| Título      | Detalles del EP                                                                                            | Posicionamiento en listas | Posicionamiento en listas |
| Título      | Detalles del EP                                                                                            | EUA Christ                | EUA Heat                  |
| ----------- | --- | ------------------------- | ------------------------- |
| Who I Am    | - Lanzamiento: 13 de enero de 2015 - Sello discográfico: Word Records - Formato: CD, descarga digital      | 19                        | 11                        |
| Real Love   | - Lanzamiento: 22 de septiembre de 2017 - Sello discográfico: Word Records - Formato: CD, descarga digital | —                         |                           |
| Quebrantado | - Lanzamiento: 30 de agosto de 2019 - Sello discográfico: Word Records - Formato: CD, descarga digital     | —                         |                           |
| Renovada    | - Lanzamiento: 2 de abril de 2021 - Sello discográfico: Word Records - Formato: CD, descarga digital       | —                         |                           |

### Sencillos
| Año  | Sencillo                              | Posicionamiento en listas | Posicionamiento en listas | Posicionamiento en listas | Álbum                          |
| Año  | Sencillo                              | EUA Christ                | EUA Christ Airplay        | EUA Christ AC             | Álbum                          |
| ---- | ------------------------------------- | ------------------------- | ------------------------- | ------------------------- | ------------------------------ |
| 2015 | «Who I Am»                            | 12                        | 9                         | 8                         | Blanca                         |
| 2015 | «Winter Wonderland»                   | 26                        | 11                        | 6                         | Bethlehem Skies                |
| 2015 | «Greater Is He»                       | 19                        | 13                        | 23                        | Blanca                         |
| 2016 | «No Backing Down»(featuring Tedashii) | 30                        | 29                        | —                         | Blanca                         |
| 2016 | «Echo»                                | —                         | 30                        | —                         | Blanca                         |
| 2017 | «Different Drum»                      | 28                        | 25                        | —                         | Blanca                         |
| 2017 | «Real Love»                           | 32                        | 28                        | 26                        | Shattered                      |
| 2018 | «Amor Real»                           | —                         | —                         | —                         | Quebrantado                    |
| 2018 | «What If»                             | 49                        | 26                        | —                         | Shattered                      |
| 2019 | «Remind Me»                           | —                         | 46                        | —                         | Shattered                      |
| 2020 | «Shattered»                           | —                         | 33                        | —                         | Shattered                      |
| 2021 | «Soy» (con Christine D'Clario)        | —                         | —                         | —                         | Renovada                       |
| 2021 | «Zone» (con Gawvi)                    | —                         | —                         | —                         | Renovada                       |
| 2021 | «Even At My Worst»                    | 19                        | —                         | 18                        | The Heartbreak and the Healing |
| 2022 | «The Healing» (con Dante Bowe)        | 10                        | 10                        | 12                        | The Heartbreak and the Healing |
| 2022 | «New Day» (con Jekalyn Carr)          | —                         | —                         | —                         | The Heartbreak and the Healing |

### Apariciones en álbumes
| Artista                     | Álbum                       | Canción                                           |
| --------------------------- | --------------------------- | ------------------------------------------------- |
| Michael Tait y Lecrae       | Music Inspired by The Story | "Bring Us Home (Joshua)"                          |
| KJ-52                       | El Yearbook                 | "Yoy're Gonna Make It"                            |
| Mandisa                     | Freedom                     | "The Definition of Me"                            |
| KJ-52                       | Five-Two Televisión         | "Firestarter"                                     |
| TobyMac                     | Eye On It                   | "Unstoppable"                                     |
| Audio Adrenaline            | Kings & Queens              | "20:17 (Raise the Banner)"                        |
| Redimi2 & Funky             | #Más                        | "Más"                                             |
| Hawk Nelson                 | Made                        | "Elevator"                                        |
| Building 429                | We Won't Be Shaken          | "Wrecking Ball (Press On)"                        |
| KB                          | Tomorrow We Live            | "Lights Go Out" (featuring Blanca y Justin Ebach) |
| Redimi2, Funky & Alex Zurdo | UNO                         | "Cruzaré" (featuring Blanca)                      |
| Gawvi                       | Noche Juvenil               | "Corillo" (featuring Blanca & WXLF")              |